# باشگاه رم
باشگاه رم (به انگلیسی: Club of Rome)، یک اندیشکده بین‌المللی است که اندیشیدن به مجموعه متنوعی از مسائل کلان جامعه بشری را در دستور کار خود قرار داده‌است. این اندیشکده در سال ۱۹۶۸ توسط حدود سی تن از اندیشمندان و سیاستمداران سرشناس کشورهای مختلف تأسیس شد و در سال ۱۹۷۲ به واسطه چاپ گزارش معروف خود به نام محدودیت های رشد به شهرت رسید. باشگاه رم درباره مشکلات و بحران های کنونی جهان به بحث و بررسی می نشیند. باشگاه رم از منافع و دیدگاه های سیاسی و اقتصادی خاصی دفاع نمی کند و تنها به بررسی و تحلیل مشکلات جهانی  می پردازد. گزارش ها و کتاب هایی که این باشگاه منتشر کرده، بازتاب گسترده ای داشته  وبه زبان های مختلف ترجمه شده. از آن جمله: 
در سال ۱۹۷۵، کیفیت بشری، ادعانامه ای علیه انسان گرایی نوین .
در سال ۱۹۷۹، معمای بشری ، آینده ویادگیری.
در سال ۱۹۸۱، آینده دردست های ماست.
در سال ۱۹۸۲، جهان در آستانه قرن بیست و یکم که حاصل گردهمایی اعضای آن در کنفرانس توکیو است. این کتاب را علی اسدی درسال ۱۳۶۷ به فارسی ترجمه کرده است. سازمان انتشارات و آموزش انقلاب اسلامی آن را منتشر کرد.

## پیدایش و ساختار
باشگاه رم در آوریل ۱۹۶۸ توسط آرلیو پچی (به انگلیسی: Aurelio Peccei) و الکساندر کینگ (به انگلیسی: Alexander King) تأسیس گشت. آرلیو پچی یک صنعت‌مدار ایتالیایی و الکساندر کینگ یک دانشمند اسکاتلندی بود.

## شاخه‌ها
در سال ۲۰۰۱ باشگاه رم شاخه جوانان خود را موسوم به TT۳۰ ایجاد کرد. همچنین در بسیاری از کشورها به ویژه کشورهای اروپایی، زیرگروه‌های ملی این باشگاه وجود دارد.